# Giuseppe Zelocchi
Giuseppe Zelocchi est un ancien arbitre italien de football, affilié à Modène.

## Biographie
Débutant en 1928, Giuseppe Zelocchi arbitre de 1934 à 1948. Il remporte la Premio Giovanni Mauro lors de la saison 1942-1943.

## Carrière
Giuseppe Zelocchi officie dans une compétition majeure :  
- Coupe d'Italie de football 1942-1943 (finale)